# Oliver Brown
Oliver Brown (Sheffield, 18 de agosto de 1994) es un jugador de snooker inglés.

## Biografía
Nació en la ciudad inglesa de Sheffield en 1994. Es jugador profesional de snooker desde 2022. No se ha proclamado campeón de ningún torneo de ranking, y su mayor logro hasta la fecha fue alcanzar los octavos de final del Abierto de Gibraltar de 2019, en los que cayó derrotado (2-4) ante Lu Ning. Tampoco ha logrado hilar ninguna tacada máxima, y la más alta de su carrera está en 127.